# Jack McMahon
John Joseph „Jack” McMahon (ur. 3 grudnia 1928 w Nowym Jorku, zm. 11 czerwca 1989 w Chicago) – amerykański koszykarz, występujący na pozycji rozgrywającego, mistrz NBA z 1958 roku, po zakończeniu kariery sportowej trener koszykarski.

## Osiągnięcia
Na podstawie, o ile nie zaznaczono inaczej.
NCAA
- Wicemistrz NCAA (1952)
- Uczestnik rozgrywek Elite Eight turnieju NCAA (1951, 1952)
- Mistrz sezonu regularnego konferencji Metropolitan New York (1951, 1952)

NBA
- Mistrz NBA (1958)
- Wicemistrz NBA (1957, 1960)

Trenerskie
- Mistrz NBA jako asystent trenera (1983)
- Wicemistrz NBA jako asystent trenera (1980, 1982)
- Trener drużyny Wschodu podczas meczu gwiazd Legend NBA (1989)[2]